# Colorado Caribous
Colorado Caribous – amerykański klub piłkarski z Denver, w stanie Kolorado. Drużyna występowała w lidze NASL, a jego domowym obiektem był Mile High Stadium. Zespół istniał w roku 1978.

## Historia
Klub został założony w 1978 roku i w tym samym roku przystąpił do rozgrywek ligi NASL i tym samym zawodowa liga NASL wróciła do Denver po dwuletniej nieobecności spowodowanej przeniesieniem klubu Denver Dynamos do Minneapolis w 1976 roku. Klub w swoim jedynym sezonie w lidze NASL zajął 4.miejsce w Dywizji Centralnej w Konferencji Amerykańskiej i nie zakwalifikował się do fazy play-off. Po sezonie 1978 klub został przeniesiony do Atlanty i występował w lidze NASL pod nazwą Atlanta Chiefs.
Po zakończeniu sezonu ligi NPSL i USA połączyły się ze sobą i utworzyły ligę NASL. Lokalny rywal klubu, Toronto City w tym samym roku został rozwiązany.
Potem, gdy drużyna przystąpiła do rozgrywek ligi NASL w sezonie 1968, trenerem klubu został słynny Ladislav Kubala. Klub pod jego wodzą radził sobie nieźle (13 wygranych, 6 remisów i 13 porażek w rundzie zasadniczej) mimo braku awansu do fazy play-off, jednak problemy finansowe klubu spowodowały, że klub po zakończeniu został rozwiązany.

### Koszulki
W dniu 1 kwietnia 2014 roku klub ligi MLS – Colorado Rapids, iż w czasie meczów ligowych u siebie będą grać w koszulkach Colorado Caribous. Klub szybko się przyznał, że to primaaprilisowy żart, jednak nie wcześniej klub dostał sporo telefonów i wiadomości mailowych od kibiców klubu z zapytaniem o zakup koszulek Calorado Caribous.

## Sezon po sezonie
| Sezon | Liga | Z | P  | Pkt | Sezon                                                 | Playoff                | Śr. frekwencja |
| ----- | ---- | - | -- | --- | ----------------------------------------------------- | ---------------------- | -------------- |
| 1978  | NASL | 8 | 22 | 81  | 4.miejsce, Konferencja Amerykańska, Dywizja Centralna | Nie zakwalifikował się | 7,418          |

## Skład 1978
Zawodnikami klubu byli m.in.: mistrz Superstarsu Brian Budd i przyszły placekider NFL Matt Bahr.
| Nr | Poz. | Piłkarz        |
| -- | ---- | -------------- |
| 1  | BR   | Arnie Mausser  |
| 2  | OB   | George Lamptey |
| 2  | OB   | Bernie Fagan   |
| 3  | OB   | Matt Bahr      |
| 4  | OB   | Greg Makowski  |
| 5  | PO   | Branko Radović |
| 6  | PO   | Dave Clements  |
| 7  | NA   | Brian Tinnion  |
| 8  | NA   | Jomo Sono      |
| 9  | NA   | Sead Sušić     |
| 10 | NA   | Louis Nanchoff |

| Nr | Poz. | Piłkarz         |
| -- | ---- | --------------- |
| 11 | NA   | Fred Pereira    |
| 12 | NA   | Bob Rohrbach    |
| 14 | OB   | Tommy Lang      |
| 15 | PO   | Pat McMahon     |
| 16 | PO   | Steve Ralbovsky |
| 17 | PO   | Scott Strasburg |
| 18 | OB   | Phillip Jones   |
| 19 | NA   | Brian Budd      |
| 20 | PO   | Carl Strong     |
| 22 | BR   | Tad DeLorm      |
| 23 | PO   | Ronnie Blair    |

## Trenerzy
- 1978:  Dave Clements
- 1978:  Dan Wood